# Bayon (écrivain)
Pour les articles homonymes, voir Bayon.
Bayon, nom de plume de Bruno Taravant, né en 1951 à Séguéla en Côte d'Ivoire (alors en Afrique-Occidentale française), est un journaliste et écrivain français, lauréat du prix Interallié en 1990.

## Biographie

### Famille et formation
Bruno Taravant est né 1951 en Côte d'Ivoire en Afrique-Occidentale française et a passé son enfance à Lomé au Togo, où son père Jacques Taravant était diplomate. Ce dernier est également auteur notamment d'un Essai sur une nouvelle poésie nègre d'expression française.
Bruno Taravant est élève du lycée Bonnecarrère à Lomé et vient en 1964 en France, où il est élève du lycée Henri-IV à Paris.

### Carrière de journaliste rock et cinéma
D'abord pigiste en 1978 sous le nom de VXZ 375 au journal Libération, où il se fait remarquer pour ses chroniques à l'humour trash, Bruno Taravant y devient journaliste « plume rock et ciné » sous le nom de Bayon au service culture depuis 1980. Il dirige les infos rock du quotidien et au fil du temps, ses critiques laissent apparaître un véritable attachement pour des artistes dont il suit la trajectoire.
En 1988, pour la sortie du single Si je devais manquer de toi, Bayon écrit l'article qui « dopera la carrière » de Jean-Louis Murat. Il publie en 1992 une interview post-mortem de Serge Gainsbourg sous le titre Serge Gainsbourg mort ou vices, rééditée en Gainsbourg raconte sa mort, sous une nouvelle couverture, à l'occasion du dixième anniversaire de la mort du chanteur.  
Soutenant Christophe dont il « plébiscite Le Beau Bizarre », un album publié en 1978 : le chanteur est pour lui , comme « le chaînon elvisien manquant entre Adamo et Vega via Juvet ».
Il coordonne l'album Route Manset sorti en 1996, avec l'aide de Yves Bigot. Illustré par Enki Bilal, cet album contient des reprises de chansons de Gérard Manset, interprétées par Alain Bashung, Jean-Louis Murat, Brigitte Fontaine, Françoise Hardy, Francis Cabrel, Nilda Fernandez, Cheb Mami...
Il consacre régulièrement des articles à Alan Vega, la voix du duo post-punk Suicide ; pour l'annonce de la sortie d'un nouveau disque ou d'un concert comme en 2011 : « Vega le suicideur dérive, s’efface » et « se rematérialise à Paris, en show du soir au Moulin Rouge ».
Parmi ses intuitions citons Marie Möör dont il remarque les chansons dès 1988. Il écrit en 2003 à son sujet : « meilleure auteure-chanteuse en inactivité rock en France. Moi je suis morte de bonne heure, fredonne-t-elle de sa voix de techno-pierreuse, Vanessa Bardot codéinée. Et personne n'a rien vu ».
Benoît Sabatier citant Arnaud Viviant : « Ado, j'achetais Libé juste le mardi, pour les chroniques rock de Bayon. C'était mon idole. Plume délirante. Rock et littérature, Cure fait sens avec Rimbaud. De l'ironie. Grande noirceur, langue épileptique. Repère le populaire intelligent ».
En 2011, le journaliste Serge Loupien qui travaille avec Bruno Bayon témoigne pour Le Soir de l'étendue de la liberté accordée par le journal, citant l'exemple du groupe Certain General : « Avec Bayon, on aimait tellement bien le groupe qu'on décide de vendre le sujet à la rédaction en chef et leur proposer de mettre la photo en une ». La rédaction accepte.
Il travaille également pour Rock & Folk, magazine dans lequel il signe ses articles "Bruno T.", pour Métal hurlant, Le Monde de la musique, le Pariscope, Playboy, la Revue de minuit
En 2010, Nelly Kaprièlian écrit : « Cela fait maintenant vingt ans que Bayon, plume rock et ciné à Libé, mène un long récit autobiographique en plusieurs livres »

## Publications
- 1979 : Retour d'enfer (encore), Éditions Libres-Hallier. Roman autobiographique publié sous le pseudonyme de VXZ 375.
- 1986 : Selby, de Brooklyn : entretiens avec un mystique US, traduit par Marc Gibot, Paris, Christian Bourgois, 169 pp. Entretiens avec l'auteur américain Hubert Selby : recueil de textes extraits du journal Libération, 1983.
- 1987 : Le Lycéen ; rééd. Grasset, 2000
- 1990 : Les Animals, Grasset –  prix Interallié
- 1992 : Gainsbourg raconte sa mort, Grasset
- 1993 : Haut fonctionnaire, Grasset ; rééd. 2009
- 1998 : La Route des gardes, Grasset
- 2005 : Les Pays immobiles, Grasset
- 2009 : Mezzanine, Grasset
- 2010 : Tourmalet, Grasset
- 2016 : Roulette russe : journal d'un jeune homme perdu, éditions Pauvert